# Монтела
Монтела (итал. Montella) је насеље у Италији у округу Авелино, региону Кампанија.
Према процени из 2011. у насељу је живело 7199 становника. Насеље се налази на надморској висини од 587 м.

## Становништво
Према резултатима пописа становништва 2011. у општини је живело 7.877 становника.
| 1931. | 1936. | 1951. | 1961. | 1971. | 1981. | 1991. | 2001. | 2011. |
| ----- | ----- | ----- | ----- | ----- | ----- | ----- | ----- | ----- |
| 7.253 | 7.863 | 9.180 | 8.648 | 8.551 | 8.738 | 7.677 | 7.770 | 7.877 |